# Lars Gabriel Andersson

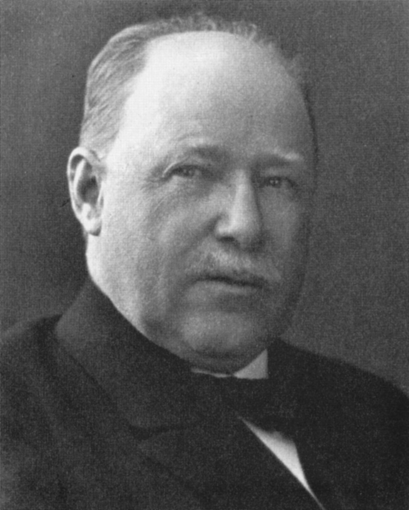
Lars Gabriel Andersson

Lars Gabriel Andersson (* 22. Februar 1868 in Vagnhärad, Schweden; † 13. Februar 1951 in Lidingö, Schweden) war ein schwedischer Lehrer und Herpetologe.

## Leben und Wirken
Andersson erlangte 1890 seinen Bachelor of Arts, 1897 seinen Master of Arts und 1909 seinen Ph.D. an der Universität Uppsala mit der Dissertation „Untersuchungen über die Entstehung der äußeren Genitalorgane und des Afters bei den Nagetieren“. Den größten Teil seines Lebens arbeitete er als Schullehrer, außer in den Zeiträumen von 1894 bis 1895 sowie von 1897 bis 1902, wo er Mitarbeiter in der Wirbeltierabteilung des Naturhistoriska riksmuseet in Stockholm war. 1906 wurde er Assistenzlehrer an einer höheren Schule in Stockholm, anschließend an einer zweiten und 1912 wurde er Hauptlehrer an einer dritten Stockholmer Schule. Von 1920 bis zu seinem Ruhestand im Jahre 1933 war er Direktor eines Gymnasiums in Lidingö nördlich von Stockholm. Während der gesamten Zeit war er ehrenamtlicher Mitarbeiter des Naturhistoriska riksmuseet. Zwischen 1898 und 1945 veröffentlichte er viele wissenschaftliche Artikel über Amphibien und Reptilien, darunter die ersten beiden in den Jahren 1899 und 1900 über Linnésche Typusexemplare von Schlangen. Sein Vorgesetzter am Naturhistoriska riksmuseet, Einar Lönnberg, verfasste einen früheren Artikel über das Thema im Jahre 1899. In der Folgezeit beschrieb Andersson zahlreiche neue Amphibien- und Reptilientaxa, die auf schwedischen Expeditionen in vielen Teilen der Welt zusammengetragen wurden. Die geografische Reichweite war enorm und umfasste Sammlungen aus Afrika, Madagaskar, Neuguinea, Borneo, Südostasien und aus dem östlichen Sibirien. Sein Hauptaugenmerk galt jedoch der Herpetofauna Südamerikas. Fast die Hälfte seiner Publikationen beschreiben Taxa, die in Regionen zwischen den Hochanden und Feuerland entdeckt wurden. Seine umfangreichste Monografie und gleichzeitig eines seiner letzten Werke (1945) beschäftigt sich mit den Amphibien im östlichen Ecuador.

## Werke (Auswahl)
- Catalogue of Linnean Type-specimens of Snakes in the Royal Museum in Stockholm. 1899.
- Reptiles, Batrachians and Fishes Collected by the Swedish Zoological Expedition to British East Africa 1911. 1911 (mit Einar Lönnberg).
- Sjätte klassens kurs i zoologi. 1914.
- Notes on the reptiles and batrachians in the Zoological Museum at Gothenburg. 1916.
- Zoological Results of the Swedish Zoological Expeditions to Siam, 1911-1912 & 1914-1915. Bände 2–3, 1916 (mit Nils Carl Gustaf Fersen Gyldenstolpe und Einar Lönnberg).
- Lärobok i zoologi: för gymnasiet. Teil 2, 1917 (mit Sigfrid Almquist).
- Batrachians from East Ecuador. 1945.